# Tríbraco
Un tribraquio o tríbraco (del griego τρίβραχυς tríbrachys "tres breves") es, en métrica grecolatina, un pie formado por tres sílabas breves: ∪ ∪ ∪.
Su duración es de tres moras, como el yambo y el troqueo. Por eso puede sustituir al yambo en el trímetro yámbico.
- Datos: Q1419790